# Raja herwigi
Raja herwigi är en rockeart som beskrevs av Johann Ludwig Gerard Krefft 1965. Raja herwigi ingår i släktet Raja och familjen egentliga rockor. Inga underarter finns listade i Catalogue of Life.
Arten förekommer i havet kring Kap Verde. Den vistas i regioner som ligger 55 till 102 meter under havsytan.
Honor lägger antagligen ägg. Individerna blir könsmogna vid en längd (inklusive svans) av cirka 35 cm. Den maximala längden är uppskattningsvis 50 till 55 cm.
Kanske fångas enstaka exemplar som bifångst under trålfiske. IUCN kategoriserar arten globalt som otillräckligt studerad.